# Базарний Олександр Семенович
Олександр Семенович Базарний  — старший солдат Збройних сил України, учасник російсько-української війни, що загинув у ході російського вторгнення в Україну в 2022 році.

## Життєпис
Олександр Базарний народився 24 квітня 1992 року в селі Слобода Буринського (з 2020 року — Конотопського району) на Сумщині. У ході війни на сході України він був учасником ООС. Під час повномасштабного військового вторгнення РФ в Україну захищав Україну у складі 58-ої окремої мотопіхотної бригади імені гетьмана Івана Виговського. Обіймав посаду водія-слюсаря. Загинув 13 березня 2022 року біля села Топчіївка в Чернігівському районі Чернігівської області внаслідок мінно-вибухової травми.
Місце поховання: с. Степанівка Конотопського району Сумської області.
У День Української Державності 28 липня 2022 року відбулося вручення посмертних нагород сім'ї загиблого.. Рішенням сесії Буринської міської ради восьмого скликання Олександру Базарному присвоєно звання «Почесний громадянин Буринщини» (посмертно).

## Родина
У Олександра Базарного залишилася донька.

## Нагороди
- орден «За мужність» III ступеня (2022, посмертно) — за особисту мужність і самовіддані дії, виявлені у захисті державного суверенітету та територіальної цілісності України, вірність військовій присязі [6].